# Liberale Partij van Italië
De Liberale Partij van Italië (Italiaans: Partito Liberale Italiano, afk. PLI) is een Italiaanse liberale partij. De PLI werd in 1943 opgericht door Benedetto Croce als democratische en antifascistische partij. De wortels van de partij gaan terug tot in de negentiende eeuw, toen er al een Partito Liberale (Liberale Partij) onder Giovanni Giolitti bestond. De in 1943 opgerichte partij kan worden gezien als een voortzetting van de negentiende-eeuwse partij (die in 1926 werd verboden door Mussolini) en baseert zich ook op het gedachtegoed van Giolitti, maar ook op dat van graaf Camillo Cavour. Ook baseerde men zich op de filosofie van Giovanni Gentile.
De PLI trad na haar oprichting toe tot de eerste antifascistische regering van Italië en leden van haar partij traden in Noord-Italië toe tot het verzet tegen de door de nazi's opgerichte marionettenstaat, de Italiaanse Sociale Republiek van Benito Mussolini.
Tijdens het referendum over de vraag of Italië al dan niet de monarchie onder het Huis van Savoye moest bewaren, reageerde men binnen de partijgelederen verdeeld. Desondanks waren de twee eerste presidenten van Italië vooraanstaande leden van de PLI: Enrico De Nicola was van 1946 tot 1948 president en Luigi Einaudi was van 1948 tot 1955 president.
De PLI maakt sinds haar oprichting met grote regelmaat deel uit van de diverse naoorlogse regeringen in Italië.
Het centrumrechtse karakter van de partij leidde in 1955 tot de afscheiding van enkele linkse leden uit onvrede over de conservatieve koers van partijleider Giovanni Malagodi, die de partij presenteerde als een rechts alternatief voor de Christen-Democraten. De afgescheiden leden richtten daarop de Radicale Partij van Italië op.
Vanaf de jaren 60 maakte de PLI nog maar zelden deel uit van de coalitieregeringen onder leiding van de Christen-Democraten, die kozen voor de centrumlinkse optie. De PLI raakte daardoor van geïsoleerd. In 1976 werd de jonge Valerio Zanone partijleider. Hij koos voor een meer progressieve koers en zette zijn zinnen op politieke samenwerking met de Socialistische Partij van Italië. Van 1983 tot het einde van de eerste republiek in 1994 maakte de PLI deel uit van de vijfpartijencoalitie (Pentapartito).
Corruptieschandalen maakten begin jaren 90 een einde aan de machtsbases van de traditionele politieke partijen, waaronder de PLI. De liberale minister van Volksgezondheid, Francesco De Lorenzo, was betrokken bij menig corruptieschandaal en werd een van de meest verachte Italiaanse politici. De PLI kwam - evenals de andere partijen van de Pentapartito - de schandalen niet meer te boven en werd op 4 februari 1994 formeel ontbonden.
In de jaren 90 stapten veel leden van de PLI over naar Forza Italia, de politieke partij van Silvio Berlusconi. Meer linksgeoriënteerde liberalen, zoals oud-partijleider Zanone, vonden politiek onderdak bij de Federatie van Liberalen.
De traditionele thuisbasis van de partij is Piëmont en dan met name de Magliaro Alpi waar veel protestanten wonen.

## Ideologie
De PLI was voorstander van een vrije markteconomie en was de enige politieke partij die deelnam aan de regeringen in de jaren 50 die gekant was tegen de nationalisatie van het elektriciteitsnetwerk. De partij ontving veel steun van groot-industriëlen in het noorden van het land en grootgrondbezitters in het zuiden van het land (de partij was tegen een landhervorming). Tot aan de jaren 70 was de PLI behoorlijk rechts op economisch gebied, terwijl men op andere gebieden (echtscheidingswetgeving, gelijkheid man en vrouw e.d.) meer progressieve standpunten innam.
Vanaf het aantreden van Valerio Zanone als partijleider in 1976 schoof de partij meer naar het politieke midden. Zijn opvolgers in de jaren 80 zetten deze koers voort.
De PLI heeft altijd een pro-Europese koers gevaren en is altijd een groot voorstander geweest van Italië's lidmaatschap van de NAVO.
Tot 1948 was de partij een aanhanger van de constitutionele monarchie onder het Huis van Savoye. Het was enige partij die tijdens het referendum rond de positie van de monarchie in 1948 in meerderheid voor het behoud van het koningschap stemde.